# Lista do Patrimônio Mundial no Gana
A Organização das Nações Unidas para a Educação, a Ciência e a Cultura (UNESCO) propôs um plano de proteção aos bens culturais do mundo, através do Comité sobre a Proteção do Património Mundial Cultural e Natural, aprovado em 1972. Esta é uma lista do Patrimônio Mundial existente no Gana, especificamente classificada pela UNESCO e elaborada de acordo com dez principais critérios cujos pontos são julgados por especialistas na área. Gana, que ocupa uma região de relevante herança histórica principalmente marcada pelo auge do Império do Gana, ratificou a convenção em 4 de julho de 1975, tornando seus locais históricos elegíveis para inclusão na lista.
O sítio Fortalezas e castelos das regiões Volta, Grande Acra, Central e Ocidental foi o primeiro sítio do Gana designado Patrimônio Mundial pela UNESCO por ocasião da 3ª Sessão do Comité do Patrimônio Mundial, realizada em Luxor (Egito). Desde a mais recente adesão, Gana totaliza dois sítios inscritos na lista do Patrimônio Mundial, sendo ambos os sítios de classificação Cultural. 

## Bens culturais e naturais
Gana conta atualmente com os seguintes lugares declarados como Patrimônio da Humanidade pela UNESCO:
| | Fortalezas e castelos das regiões Volta, Grande Acra, Central e Ocidental |
| Bem cultural inscrito em 1979. |                                                                           |
| Localização: Central |                                                                           |
| Este sítio é constituído por uma série de fábricas fortificadas escalonadas ao longo da costa do Gana, entre Keta e Benim, que foram fundadas entre 1482 e 1786. São vestígios dos elos da cadeia comercial constituída pelos portugueses nesta e noutras partes do mundo, na época de suas grandes explorações e descobertas marítimas. (UNESCO/BPI) |                                                                           |

| | Edifícios tradicionais axantes |
| Bem cultural inscrito em 1980. |                                |
| Localização: Axante |                                |
| Localizado a nordeste de Kumasi, esses edifícios são a última evidência material da grande civilização Axanti, que atingiu seu apogeu no século XVIII. Construídas com madeira, terra e palha, correm o risco de serem destruídas pela ação do tempo e do clima. (UNESCO/BPI) |                                |

## Lista Indicativa
Em adição aos sítios inscritos na Lista do Patrimônio Mundial, os Estados-membros podem manter uma lista de sítios que pretendam nomear para a Lista de Patrimônio Mundial, sendo somente aceitas as candidaturas de locais que já constarem desta lista. Desde 2000, o Gana possui 6 locais na sua Lista Indicativa.
| Sítio                | Imagem | Localização | Ano  | Dados UNESCO                | Descrição |
| -------------------- | ------ | ----------- | ---- | --------------------------- | --- |
| Parque Nacional Mole |        | Savana      | 2000 | Natural: (vii)(viii)(ix)(x) | O Parque Nacional Mole cobre aproximadamente 4.840 km² e é a maior e mais prestigiada área protegida em Gana sob a égide de seu Departamento de Vida Selvagem, tendo sido a primeira reserva natural do país. O parque encontra-se dentro de duas regiões fisiográficas - 65% situa-se na bacia de arenitos da bacia voltaiana e 35% nas planícies altas da savana. |